# ایندیرا وارما
ایندیرا وارما (انگلیسی: Indira Varma؛ زاده ۱۴ مهٔ ۱۹۷۳) یک هنرپیشه اهل بریتانیا است. وی از سال ۱۹۹۶ میلادی تاکنون مشغول فعالیت بوده‌است.
از فیلم‌ها یا برنامه‌های تلویزیونی که وی در آن نقش داشته‌است می‌توان به اوبی وان کنوبی، عروس و تعصب، کاماسوترا، ماینداسکیپ، سکس و مرگ ۱۰۱ و سریال محبوب بازی تاج و تخت اشاره کرد.